# Konstantin Wajgin
Konstantin Giennadjewicz Wajgin (ros. Константин Геннадьевич Вайгин; ur. 15 sierpnia 1964 w Monczegorsku, zm. 5 listopada 2021) – rosyjski biathlonista reprezentujący ZSRR, trzykrotny medalista mistrzostw świata juniorów. Pierwszy sukces osiągnął w 1983 roku, zdobywając srebrny medal w sztafecie na MŚJ w Anterselvie. Podczas rozgrywanych rok później MŚJ w Chamonix wraz z kolegami z reprezentacji zwyciężył w sztafecie, a w sprincie był drugi. W Pucharze Świata zadebiutował w sezonie 1983/1984. W indywidualnych zawodach tego cyklu nigdy nie stanął na podium, jednak dwukrotnie dokonał tego w sztafecie, w tym wspólnie z Dmitrijem Wasiljewem, Aleksandrem Popowem i Walerijem Miedwiedcewem zwyciężył 19 stycznia 1986 roku w Anterselvie. Nigdy nie wystartował na mistrzostwach świata ani igrzyskach olimpijskich.

## Osiągnięcia

### Puchar Świata

#### Miejsca w klasyfikacji generalnej
| Sezon     | Miejsce |
| --------- | ------- |
| 1982/1983 | ?       |
| 1983/1984 | ?       |
| 1984/1985 | ?       |
| 1985/1986 | ?       |

#### Miejsca na podium chronologicznie
Wajgin nigdy nie stanął na podium indywidualnych zawodów PŚ.